# Бобольская
Бобольская — река в России, протекает по Калужской области. Правый приток реки Ксема.

## География
Река Бобольская берёт начало неподалёку от посёлка Слобода. Течёт на восток. Вдоль течения реки расположены посёлки Слобода, Олешино, Боболи, Аннюхино и Каменево. Устье реки находится в 0,8 км по правому берегу реки Ксема близ посёлка Афанасово. Длина реки составляет 12 км.

## Данные водного реестра
По данным государственного водного реестра России относится к Окскому бассейновому округу, водохозяйственный участок реки — Протва от истока и до устья, речной подбассейн реки — Бассейны притоков Оки до впадения Мокши. Речной бассейн реки — Ока.
Код объекта в государственном водном реестре — 09010100612110000022226.